# 揚陸艦一覧
揚陸艦一覧（ようりくかんいちらん）は、2024年までに建造された各国の揚陸艦のリスト。

## アメリカ合衆国

### アメリカ海軍
第二次世界大戦中に建造
- LST-1級戦車揚陸艦
- LSM-1級中型揚陸艦
- LSM(R)-188/401級揚陸艦
- アシュランド級ドック型揚陸艦
- カサ・グランデ級ドック型揚陸艦

第二次世界大戦後に建造
- タルボット・カウンティ級戦車揚陸艦
- トーマストン級ドック型揚陸艦
- ボクサー級強襲揚陸艦[注 1]
- テレボーン・パリッシュ級戦車揚陸艦
- デ・ソト・カウンティ級戦車揚陸艦
- イオー・ジマ級強襲揚陸艦
- ローリー級ドック型輸送揚陸艦
- オースティン級ドック型輸送揚陸艦
- クリーブランド級ドック型輸送揚陸艦
- アンカレッジ級ドック型揚陸艦
- ニューポート級戦車揚陸艦
- トレントン級ドック型輸送揚陸艦
- タラワ級強襲揚陸艦
- ホイッドビー・アイランド級ドック型揚陸艦
- ワスプ級強襲揚陸艦
- ハーパーズ・フェリー級ドック型揚陸艦
- サン・アントニオ級ドック型輸送揚陸艦
- アメリカ級強襲揚陸艦
- LX(R)（英語版）（計画中）

### アメリカ陸軍
第二次世界大戦後に建造
- フランク・S・ベッソン・ジュニア大将級兵站支援艦
- ラニーミード級汎用揚陸艇

## アルジェリア
- サン・ジョルジョ級強襲揚陸艦

## イギリス
- ラウンドテーブル型支援揚陸艦
- フィアレス級揚陸艦
- オーシャン
- アルビオン級揚陸艦
- ベイ型補助揚陸艦

## イタリア
- サン・ジョルジョ級強襲揚陸艦
- サン・ジュスト
- トリエステ

## インド
- クンピラ級戦車揚陸艦
- マガール級揚陸艦
- シャーダル級戦車揚陸艦
- ジャラシュワ[注 2]

## インドネシア
- テルク・セマンカ級戦車揚陸艦

## エジプト
- ガマール・アブドゥル＝ナーセル[注 3]
- アンワル・アッ＝サーダート（英語版）[注 3]

## オーストラリア
- カニンブラ級揚陸輸送艦[注 4]
- トブルク
- ベイ型補助揚陸艦
- キャンベラ級強襲揚陸艦[注 5]

## オランダ
- ロッテルダム
- ヨハン・デ・ウィット
- カレル・ドールマン

## カタール
- サン・ジョルジョ級強襲揚陸艦

## ガボン
- シャンプレーン級中型揚陸艦

## コートジボワール
- シャンプレーン級中型揚陸艦

## シンガポール
- エンデュアランス級揚陸艦

## スペイン
- エルナン・コルテス級揚陸艦[注 4]
- ガリシア級揚陸艦
- フアン・カルロス1世

## ソビエト連邦
- 775号計画型大型揚陸艦
- タピール級揚陸艦
- イワン・ロゴフ級揚陸艦
- ロプーチャ級揚陸艦
- ポモルニク型エアクッション揚陸艦

## タイ
- エンデュアランス級揚陸艦
- 071型揚陸艦

## チリ
- シャンプレーン級中型揚陸艦
- フードル級揚陸艦

## モロッコ
- シャンプレーン級中型揚陸艦

## 韓国
- 雲峰級揚陸艦
- 高峻峰級揚陸艦
- 独島級揚陸艦
- 天王峰級揚陸艦

## 中国
- 山型揚陸艦[注 6]
- 玉連型揚陸艇
- 玉坎型揚陸艦
- 玉亭型揚陸艦
- 玉海型揚陸艇
- 運輸型揚陸艦
- 玉北型揚陸艇
- 071型揚陸艦
- 075型強襲揚陸艦
- 076型強襲揚陸艦

## 中華民国（台湾）
- 中海級戦車揚陸艦[注 6]
- 中和級戦車揚陸艦[注 4]
- 旭海[注 7]
- 玉山級ドック型輸送揚陸艦

## デンマーク
- アブサロン級多目的支援艦

## トルコ
- サルカベイ級戦車揚陸艦
- オスマンガジ
- アナドル[注 5]

## 日本

### 大日本帝国陸軍
- 陸軍特殊船
  - 神州丸
  - あきつ丸
  - 摩耶山丸
  - にぎつ丸
  - 吉備津丸
  - 玉津丸
  - 高津丸
  - 日向丸
  - 摂津丸
  - 熊野丸
  - ときつ丸
- SS艇

### 大日本帝国海軍
- 第百一号型輸送艦（SB艇）

### 海上自衛隊
- おおすみ型輸送艦 (初代)[注 6]
- あつみ型輸送艦
- みうら型輸送艦
- おおすみ型輸送艦 (2代)
- ゆら型輸送艦
- 輸送艇1号型

### 自衛隊
- にほんばれ型輸送艦
- ようこう型輸送艦

## ニュージーランド
- カンタベリー

## フランス
- トリュー級戦車揚陸艦
- ウラガン級揚陸艦
- シャンプレーン級中型揚陸艦
- フードル級揚陸艦
- ミストラル級強襲揚陸艦

## ブラジル
- フードル級揚陸艦
- Garcia D'Avila
- NAM Atlântico

## ロシア
- イワン・ロゴフ級揚陸艦
- ロプーチャ級揚陸艦
- タピール級揚陸艦
- イワン・グレン級揚陸艦
- 23900型強襲揚陸艦（英語版）（計画中）